# Rudolf Fertl
Rudolf Fertl (* 7. Juli 1928 in Mauer bei Amstetten; † 28. Januar 2025 in Amstetten) war ein österreichischer Politiker (SPÖ) und Sozialversicherungsangestellter. Fertl war von 1978 bis 1990 Abgeordneter zum Nationalrat.

## Leben
Fertl besuchte nach der Volksschule zunächst ein Realgymnasium und studierte nach der Matura an der Universität Wien. Er war nach seinem Studium als Sozialversicherungsangestellter tätig und vertrat die SPÖ zwischen 1965 und 1971 im Gemeinderat von Mauer. Zwischen 1970 und 1971 war er Bürgermeister der Gemeinde, danach fungierte er von 1972 bis 1985 als Gemeinderatsmitglied. Fertl war zudem vom 28. Februar 1978 bis zum 4. November 1990 Abgeordneter zum Nationalrat. Er verstarb am 28. Jänner 2025 mit 96 Jahren.

## Auszeichnungen
- 1985: Großes Goldenes Ehrenzeichen für Verdienste um die Republik Österreich[2]